# 후지이 요타
후지이 요타(일본어: 藤井 葉大, 2006년 1월 16일~)는 일본의 축구 선수이다.

## 구단 경력
그는 2024년 J2리그의 파지아노 오카야마에 입단했다. 2025년 J3리그의 가마타마레 사누키로 이적했다.